# Notropis girardi
Notropis girardi és una espècie de peix cipriniforme de la família dels ciprínids.

## Morfologia
Els mascles poden assolir els 8 cm de longitud total.

## Distribució geogràfica
Es troba a Nord-amèrica: des de l'oest d'Arkansas fins a l'oest de Kansas, oest d'Oklahoma, Texas i nord-est de Nou Mèxic (Estats Units).